# Stiren
Stiren (vinil-benzen, cinamen, stirol, etenbenzen, fenetilen, stiropol) je organski jedinjenje koje pripada grupi aromatičnih ugljovodonika. Njegova hemijska formula je . Pod normalnim uslovima, on je uljasta tečnost koja lako isparava. Ima slatkast miris ako je čist, mada zbog primjesa njegov miris može da bude neugodan. Stiren je međuproizvod u proizvodnji važnog sintetičkog materijala polistirena (stiropora).

## Istorija
Manje količine stirena se mogu prirodno naći u nekim biljkama, kao i mnogim prehrambenim proizvodima poput voća, povrća, oraha, pića i mesa. Proizvodi se u velikim količinama iz benzena i etena preko međuproizvoda etilbenzena. U Americi tokom Drugog svjetskog rata dramatično je povećana njegova proizvodnja stirena za potrebe vojne industrije, usled porasta potražnje za sintetičkom gumom. Pošto molekul stirena ima vinilnu funkcionalnu grupu sa dvostrukom vezom, on ima sposobnost formiranja polimera.